# Альберто Герчунофф

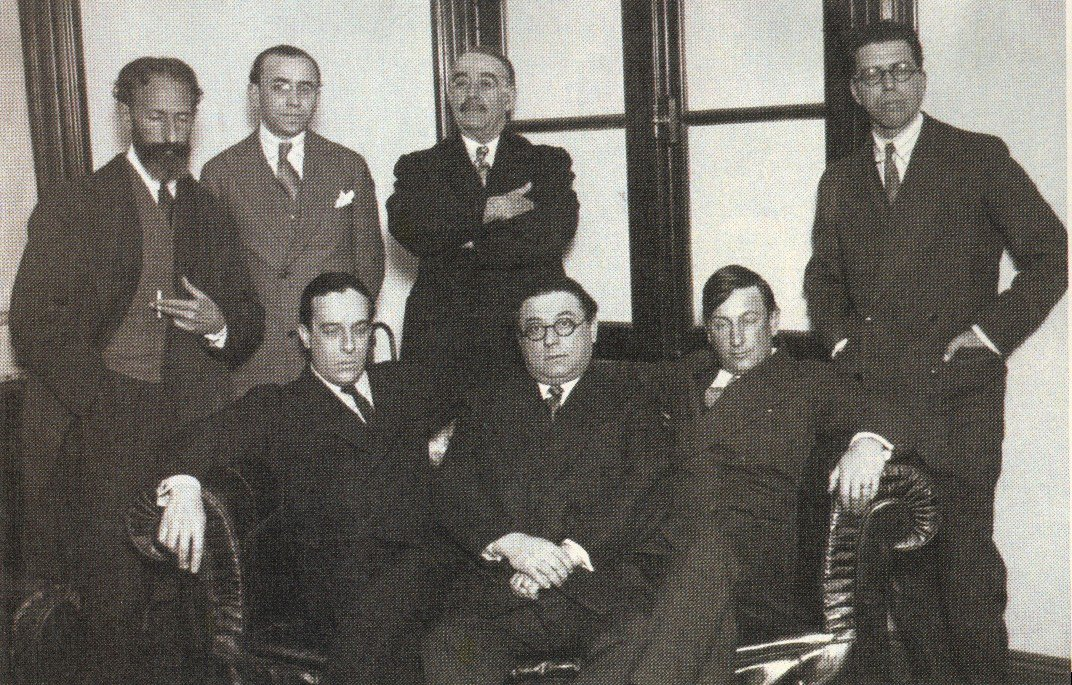
На фото А. Герчунофф сидить у центрі

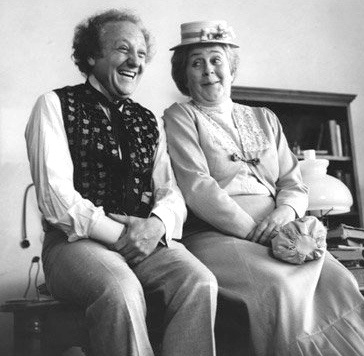
Кадр з фільму «Єврейські гаучо в Пампасах»

Альберто Герчунофф (ісп. Alberto Gerchunoff; 1 січня 1883, Проскурів, Подільська губернія, Російська імперія — 2 березня 1950, Буенос-Айрес,  Аргентина) — аргентинський письменник, журналіст, сценарист, один із організаторів аргентинської Єврейської спільноти.

## Життєпис
Народився в Проскурові Подільської губернії. Його родина в 1889 році емігрувала в «столицю» єврейських сільськогогосподарських поселень в Аргентині — місто-колонію Мойсесвілль в провінції Санта-Фе, засноване 23 жовтня 1889 року вихідцями з Російської імперії.
Його батько трагічно загинув — його було вбито гаучо 12 лютого 1891 року. Через декілька місяців сім'я переїхала в колонію Рахіль (ісп. Rajil), засновану філантропом, австрійським бароном Морісом де Гіршем, як укриття для євреїв, що втікали від погромів у Європі. Пізніше Альберто переїхав до Буенос-Айреса.
А. Герчунофф працював в основному як журналіст передової газети Аргентини «Ла Насьйон» (ісп. La Nación), також він є автором багатьох відомих романів і книг про життя євреїв в Латинській Америці, серед них, «Єврейські гаучо в Пампасах» (ISBN 0-8263-1767-7), яку екранізував в 1975 році Хуан Хосе Хусід.
Спілка письменників Аргентини нагородила Альберто Герчунофф почесною премією, але вже у 1952 році, за два роки по його смерті.
Спершу Альберто Герчунофф був прихильником  асиміляції євреїв Аргентини, проте з приходом Гітлера до влади змінив свою думку і виступав за створення держави Ізраїль перед Організацією Об’єднаних Націй у 1947 році. 
Альберто спільно з Вільгельмом Райхом, учнем Зигмунда Фройда, американським психоаналітиком австрійського походження, працював над версією його теорії Оргон, що розроблялась з метою зберегти основу єврейських культурних спогадів, багато з яких були зібрані Альберто у вигляді усних історій та опубліковані ним у 1948 році в одній з його друкованих збірок.

## Дивись також
- Єврейське колонізаційне товариство
- Історія євреїв в Україні